# Henri Choppin
Pour les articles homonymes, voir Choppin.
Henri Choppin, né le 5 mai 1831 et mort le 23 décembre 1916, est un militaire français auteur de plusieurs ouvrages sur l'histoire de l'armée française, et plus particulièrement de la cavalerie. il sert en Algérie, participe à l'expédition en Crimée puis en Italie, et est fait prisonnier à Metz en 1870.

## Publications
- Les Hussards, les vieux régiments, 1692-1792, Paris, Berger-Levrault, s. d.
- Insurrections militaires en 1790 : Mestre-de-camp-général, Royal-Champagne, la Reine cavalerie, Paris, Laveur, s. d.
- Notes sur l'organisation de l'armée pendant la Révolution : 4 août 1789-8 brumaire an IV (30 octobre 1795), Paris, Tanera, 1873.
- Campagne de Turenne en Alsace, 1674-1675, d'après des documents inédits, Paris, Dumaine, 1875.
- Histoire générale des Dragons depuis leur origine jusqu'à l'Empire, Paris, Dumaine, 1879.
- Pajol, Paris, Baudouin, 1890.
- Trente Ans de la vie militaire, Paris, Berger-Levrault, 1891.
- La Cavalerie française, Paris, Garnier, 1893, prix Thérouanne de l'Académie française en 1894.
- Marches de cavalerie. La cavalerie française en Turquie d'Europe. La division de cavalerie de la garde en Italie, Paris, Berger-Levrault, 1896.

Sous le pseudonyme de Charles Delacour :
- L'Armée française, 1870-1890, Paris, A. Savine, 1890.

## Décorations
- Légion d'honneur.
- Médaille à identifier sur la photographie d'Alexandre Quinet.
- Idem.

## Sources
- BNF 15342313